# デービッド・ワイズ
デービッド・ワイズ（David Wise、1990年6月30日 - ）は、アメリカ合衆国ネバダ州出身のフリースキーヤー。エックスゲームズのハーフパイプ種目で2012年から2014年まで3年連続ゴールドメダルを獲得。ソチオリンピックでは金メダルを受賞し、オリンピックのスキーハーフパイプ初代優勝者となった。平昌オリンピックでも2大会連続で金メダルを受賞した。
「デイヴィッド・ワイズ」などとも表記。

## 経歴
3歳でスキーを始め、2011年のときにフリースタイルスキーのチームに加入した。当初はモーグルおよびエアリアル、スロープスタイルの選手として活動していたが、ハーフパイプに転向した。2014年ソチオリンピックで金メダルを獲得し、2018年平昌オリンピックで2連覇を達成した。